# Niamh Kavanagh

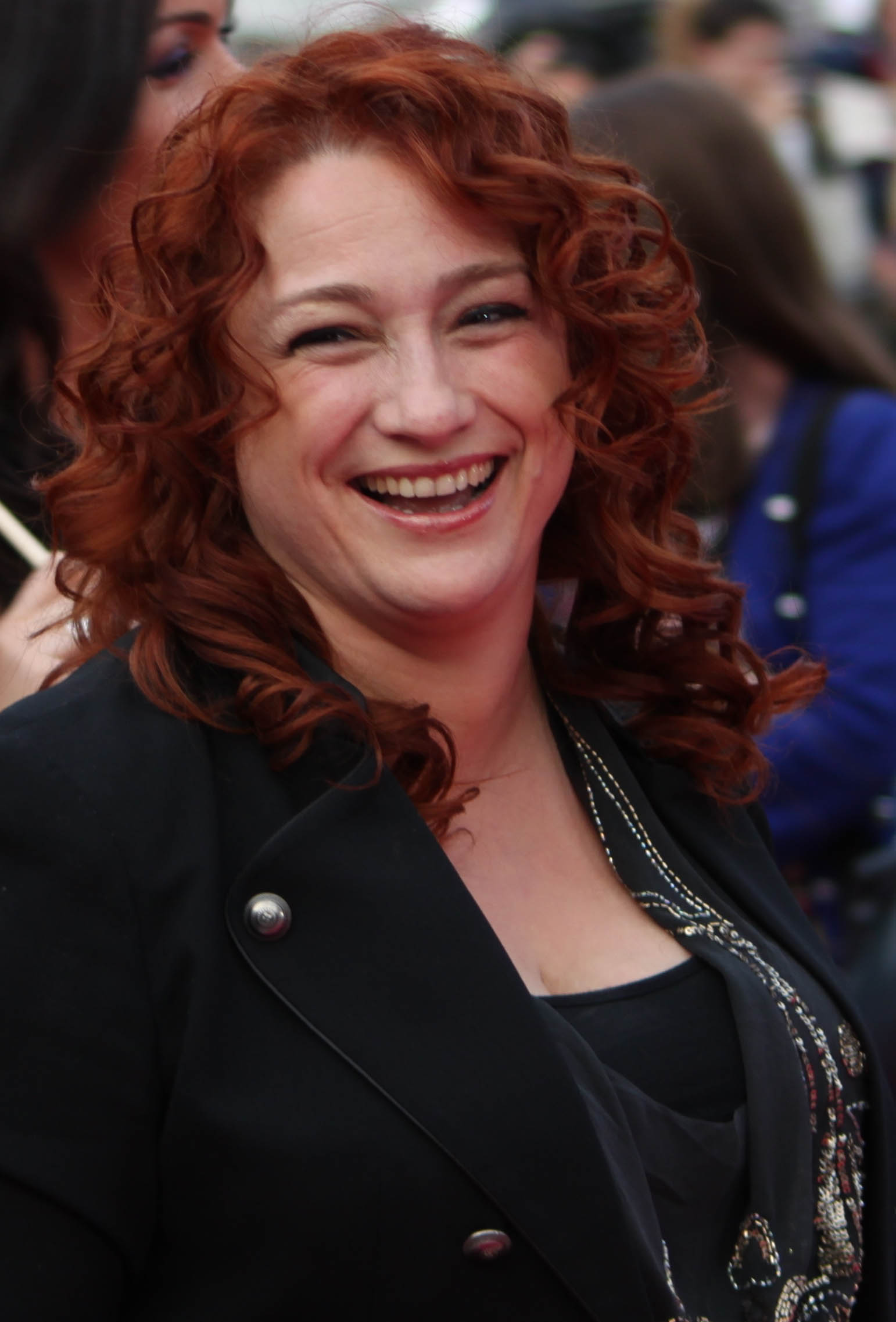
Niamh Kavanagh beim Eurovision Song Contest in Oslo (2010)

Niamh Kavanagh (* 13. Februar 1968) ist eine irische Sängerin.

## Leben
Niamh Kavanagh war Bankkauffrau, bevor sie als Sängerin entdeckt wurde. Ersten Erfolg hatte sie 1991, als sie Lieder für den Soundtrack des Films Die Commitments als Lead- und Backgroundsängerin aufnahm. 1993 nahm sie am irischen Vorentscheid zum Eurovision Song Contest teil, den sie mit großem Abstand vor der zweitplatzierten Gruppe Champ gewann. Ihr Lied hieß In your eyes und wurde von Jimmy Walsh geschrieben. Niamh Kavanagh gewann den in Millstreet ausgetragenen Wettbewerb mit 187 Punkten vor den Vertreterinnen aus Großbritannien und der Schweiz. Sie war die zweite irische Siegerin in Folge. Das Lied war in Irland ein großer kommerzieller Erfolg und wurde die meistverkaufte Single des Jahres. In anderen Ländern war der Titel weniger erfolgreich, konnte sich aber in einigen Ländern in den Charts platzieren.
Nach ihrem Auftritt beim Wettbewerb nahm Kavanagh weitere Singles und Alben auf, konnte jedoch nicht an den Erfolg von In your eyes anknüpfen. 1994 und 1997 hatte sie kurze Gastauftritte beim Eurovision Song Contest (1994 um den Preis den nachfolgenden Siegern zu überreichen), 2006 trat sie beim irischen Vorentscheid zum Wettbewerb auf, nachdem ihr Siegerlied unter die Top 10 der beliebtesten irischen Beiträge gewählt wurde. 1999 nahm sie eine neue Version ihres Siegertitels auf.
2010 trat Kavanagh erneut bei der irischen Vorentscheidung an. Ihr Lied It’s for you erreichte die maximale Punktzahl, sodass sie beim Eurovision Song Contest 2010 erneut für Irland antrat, nachdem sie 2008 die Punkte angesagt hatte. Sie startete am 27. Mai 2010 im zweiten Halbfinale und erreichte das zwei Tage später stattfindende Finale. Dort belegte sie einen 23. Platz unter 25 Startern.
2017 gewann Kavanagh die irische Kochshow Celebrity MasterChef, die auf dem Privatsender TV3 ausgestrahlt wird.

## Diskografie

### Alben
- The Commitments (Soundtrack)
- The Commitments Vol. 2 (Soundtrack)
- Flying Blind
- Together Alone (Mit Gerry Carney)
- Wonderdrug
- The Shanley Sessions
- Meeting Place
- Live at the Meeting Place

### Singles
- In Your Eyes
- Romeo’s Twin
- Flying Blind
- Sometimes Love
- Red Roses for Me
- It’s for You